# 金龜柱
金龜柱（：／，1740年—1786年），字汝範，號可庵、聾啞子，本貫慶州，朝鮮王朝後期戚臣。朝鮮英祖繼妃貞純王后兄長。幼時已被評為文章出眾，英祖三十九年（1763年）增廣文科及第，該年任弘文館副校理，後曾任江原監司，都承旨。1772年任工曹參判，曾倡議清流結社對抗當時世孫的外戚洪鳳漢（世孫李祘外祖父）一派，威脅世孫的地位。
正祖（即李祘）登位前，曾與正祖姑母和緩翁主的養子鄭厚謙和洪麟漢、鄭履煥等人謀害正祖，後事敗被流放黑山島。1784年，正祖坐上王位，被移往羅州，第二年病死。

## 外部連結
- http://www.surname.info/gim/db/gwiju.htm （页面存档备份，存于）
- http://encykorea.aks.ac.kr/Contents/Index?contents_id=E0008761 （页面存档备份，存于）